# Prince Amponsah
Prince Amponsah (* 29. Dezember 1996 in Accra) ist ein ghanaischer Fußballspieler.

## Karriere
2016 unterschrieb Prince Amponsah einen Vertrag beim thailändischen Erstligisten Chonburi FC. Wo er vor seiner Verpflichtung spielte, ist unbekannt. Der Verein aus Chonburi spielte in der ersten thailändischen Liga, der Thai Premier League. Im gleichen Jahr wurde er an den Drittligisten Phanthong FC, die sog. zweite Mannschaft vom Chonburi FC, ausgeliehen. 2018 wurde er an den Zweitligisten Angthong FC, einem Verein, der in Angthong beheimatet ist, ausgeliehen. Für Chonburi absolvierte er 57 Spiele und schoss dabei 20 Tore. Anfang 2020 unterschrieb er einen Vertrag beim Zweitligisten Uthai Thani FC in Uthai Thani. 15-Mal stand er bis Ende 2020 für den Zweitligisten auf dem Spielfeld. Nach sechs Jahren verließ er Thailand und ging nach Nordmazedonien. Hier schloss er sich dem FK Pelister Bitola aus Bitola an. Mit dem Verein spielt er in der ersten Liga des Landes, der Prva Makedonska Liga.